# چم گرگعلی
چم گرگعلی، روستایی از توابع بخش فیروزآباد شهرستان سلسله در استان لرستان ایران است. زبان مردم این روستا لکی است.

## جمعیت
این روستا در دهستان قلائی قرار دارد و بر اساس سرشماری مرکز آمار ایران در سال ۱۳۹۵، جمعیت آن ۱۰۰ نفر بوده که ۵۴ نفر مرد و ۴۶ نفر زن بوده اند. روستای چم گرگعلی دارای ۲۴ خانوار می باشد.